# Maizières-lès-Vic
Maizières-lès-Vic település Franciaországban, Moselle megyében. Lakosainak száma 470 fő (2022. január 1.). Maizières-lès-Vic Azoudange, Bourdonnay, Gelucourt, Lagarde, Moussey és Réchicourt-le-Château községekkel határos.

## Népesség
A település népességének változása:
| Lakosok száma | 542  | 398  | 401  | 436  | 527  | 524  | 496  | 488  | 482  | 470  |
|               | 1968 | 1982 | 1990 | 2006 | 2013 | 2015 | 2017 | 2019 | 2020 | 2022 |